# Moritz Wilhelm Heffter
Moritz Wilhelm Heffter (* 7. Oktober 1792 in Schweinitz, Kurfürstentum Sachsen; † 8. Juli 1873 in Brandenburg an der Havel) war ein deutscher Historiker und Gymnasiallehrer.

## Leben

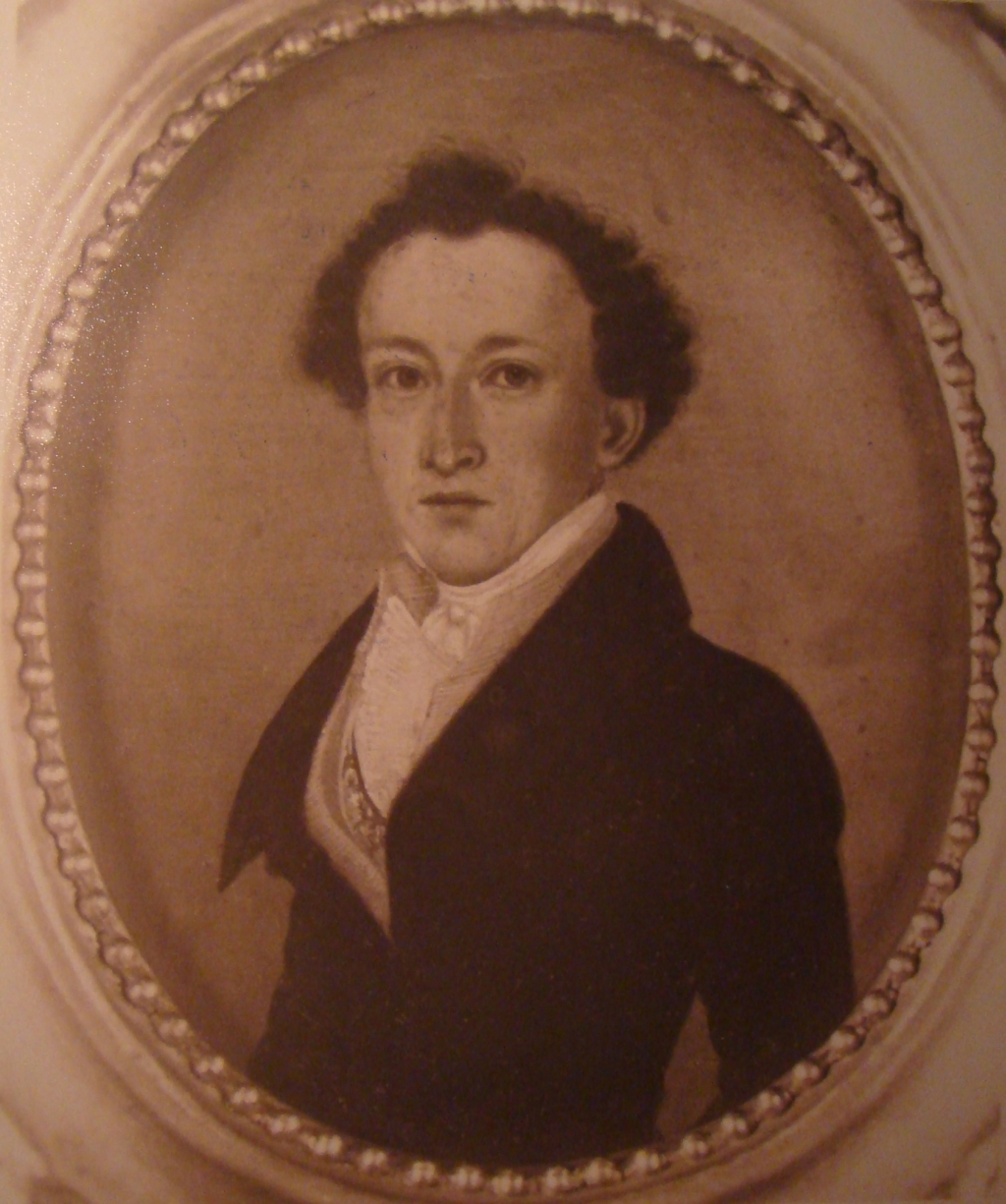
Porträtgemälde von Moritz Wilhelm Heffter (o. J.)

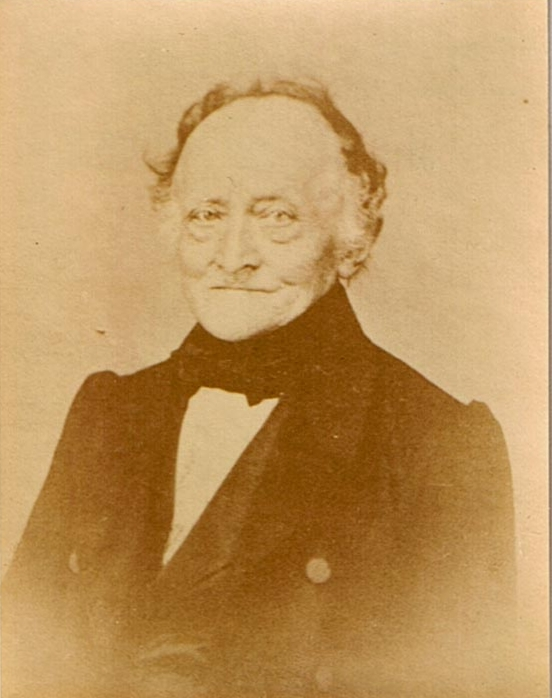
Porträtfotografie von Moritz Wilhelm Heffter (um 1870)

Geboren als Sohn des Generalakzisekommissars Johann Christian Heffter (1746–1830), genoss er seinen ersten Unterricht durch Hauslehrer. Von 1807 bis 1813 war er Schüler an der sächsischen Fürstenschule St. Augustin in Grimma. Er studierte wie sein jüngerer Bruder August Wilhelm Heffter ab 1814 an der Universität Leipzig und wechselte später an die Universität Halle. Ab 1824 war er Konrektor und ab 1831 Prorektor am Gymnasium in Brandenburg an der Havel. Moritz Wilhelm Heffter ist der Verfasser des Namensverzeichnisses (3 Bände) zu Adolph Friedrich Riedels Codex diplomaticus Brandenburgensis.

## Publikationen
- Die Götterdienste auf Rhodus im Alterthume, Zerbst 1827–33, 3 Hefte.
- Geschichte der Kur- und Hauptstadt Brandenburg ..., Potsdam 1840 (Digitalisat in der Google-Buchsuche).
- Erinnerungen an Georg Sabinus ..., Leipzig 1844.
- Die Mythologie der Griechen und Römer, Potsdam 1845 ff., 2. Auflage 1848.
- Der Weltkampf der Deutschen und Slaven seit dem Ende des 5. Jahrhunderts ..., 1847.
- Wegweiser durch Brandenburg und seine Alterthümer, 1850.
- Abriß einer Ethnographie. 1850/51 (Digitalisat)
- Die Geschichte des Klosters Lehnin, 1851 (Digitalisat in der Google-Buchsuche).
- Die Geschichte der lateinischen Sprache während ihrer Lebensdauer, 1852 (Digitalisat in der Google-Buchsuche).